# Me contro Te - Il film: Operazione spie
Me contro Te - Il film: Operazione spie è un film del 2024 diretto da Gianluca Leuzzi.

## Trama
L'alleanza dei Malefici, formata dal Signor S., Perfidia, Viperiana e Serpe hanno convinto il mondo sul fatto che Luì e Sofì sono dei criminali e i due, per non essere ricercati, si uniscono ad altri personaggi per dimostrare la loro innocenza e riportare l'armonia sul pianeta.

## Produzione
Il film è il sesto diretto da Gianluca Leuzzi che vede come protagonisti il duo Me contro Te.

## Promozione
Il primo trailer è stato diffuso il 21 marzo 2024.

## Distribuzione
Il film è stato distribuito nelle sale dal 1º giugno 2024.

## Accoglienza

### Incassi
Il film ha incassato 2572924 € con 428215 presenze.

### Critica
Simone Emiliani di MYmovies.it assegna 2,5 stelle su 5, scrive che il film presenta «uno sviluppo più articolato rispetto agli sketch gonfiati di YouTube dei film precedenti e in più si sta cominciando a familiarizzare soprattutto con i personaggi secondari» e che «approccia il teen-movie statunitense», trovando che in definitiva vi siano «tante intuizioni sparse, spesso non compatte».

## Spin-off
Il 7 agosto 2024 viene annunciato con un teaser il film Me Contro Te presenta: Cattivissimi a Natale, spin-off ambientato tra La vendetta del Signor S e Il mistero della scuola incantata, in uscita il 12 dicembre 2024.